# چنگک شهربندان
چنگک شهربندان جنگ‌افزاری است که برای پایین کشیدن و کندن سنگها از برج و باروی شهرها هنگام محاصره (شهربندان) به کار برده می‌شد. روش کارکرد آن بدین گونه بود که با چنگک به دیوار پشتیبان رخنه کرده سپس با واپس کشیدن آن بخشی از سنگهای دیوار را نیز به همراه خود می‌کنده‌است.
تاریخ‌نگار یونانی، پولیبیوس، در کتاب خود به نام سرگذشتها از کاربرد این جنگ‌افزار بدست رومیان در محاصره (شهربندان) آمبراکیا یاد می‌کند:
آیتولی‌ها که کنسول مارکوس فلوویوس آنان را شهربندان کرده بود ایستادگی دلاورانه ای از خود نشان دادند … هنگامی که دژکوب‌ها سرسختانه بر باروی شهر می‌کوبیدند، میله‌های بلند با داسهای آهنی بر نوکشان کنگره بارو را می‌کندند، آنان تلاش کردند دستگاه‌هایی بسازند تا آنها را از این کار بازدارند، چنان‌که با به‌کارگیری اهرم، توده‌های بزرگی از سرب و سنگ و تنه درختان بر روی دژکوب‌ها فرو می‌ریختند و چنگکهای آهنین بر داسها می‌انداختند و آنها را بدرون دیوار می‌کشیدند تا میله‌هایی که به آنها بسته شده بودند بر روی کنگره های بارو شکسته، به دست آنان می‌افتاد.